# Hélène Champvent
Hélène Champvent, Pseudonym von Marguerite Hélène Buvelot (* 1. März 1891 in Neapel, Italien; † 23. November 1974 in Lausanne), war eine französischsprachige Schweizer Schriftstellerin.

## Leben
Hélène Champvent wuchs in Morges auf. Ab 1922 war sie in zweiter Ehe mit dem Maler René Auberjonois (1872–1957) verheiratet. Durch ihn lernte sie in Lausanne zahlreiche Künstler und Autoren kennen. Nach der Scheidung und dem Tod ihrer Tochter Micheline (1913–1938) begann sie, angeregt durch Gustave Roud und Catherine Colomb, mit dem Schreiben. In der Folge verfasste sie fünf Romane. Von 1944 bis 1945 war sie ausserdem Sekretärin des Waadtländer Schriftstellerverbands (AVE).

## Auszeichnungen
- 1960: Prix des écrivains vaudois

## Werke
- Destinée, Neuenburg 1941.
- Enfance, Neuenburg 1941.
- Le Compagnon, Lausanne 1950.
- Clair-obscur, Neuenburg 1953.
- L’insaisissable autrui, Lausanne 1958.